# Anna Łukaszewicz-Hussain
Anna Łukaszewicz-Hussain – polska naukowiec, toksykolog, doktor habilitowany nauk medycznych.

## Życiorys
W 1978 ukończyła fizykę na Uniwersytecie Warszawskim. Zaraz po studiach rozpoczęła pracę na Akademii Medycznej w Białymstoku. W 1989 pod kierunkiem doc. dr hab. Janiny Moniuszko-Jakoniuk z Zakładu Toksykologii obroniła pracę doktorską "Wpływ wysiłku fizycznego na aktywność wybranych enzymów wątroby w ostrym zatruciu pestycydami" uzyskując stopień naukowy doktora nauk medycznych. W 2004 na podstawie osiągnięć naukowych i złożonej rozprawy "Wpływ związków fosforoorganicznych na procesy oksydacyjno-redukcyjne w ustroju szczura, ze szczególnym uwzględnieniem wątroby (na przykładzie chlorfenwinfosu)" uzyskała stopień naukowy doktora habilitowanego nauk medycznych.
Jest zatrudniona na stanowisku adiunkta w Zakładzie Toksykologii UMB.
Odznaczona Srebrnym Krzyżem Zasługi (2005).